# Zbiornik Krasnojarski
Zbiornik Krasnojarski (zwany także Hydrowęzłem Krasnojarskim) – sztuczny zbiornik wodny na rzece Jenisej, powstały wskutek przegrodzenia rzeki Zaporą Krasnojarską. Jego powierzchnia wynosi ok. 2150 km², a pojemność 73,3 km³. Zbudowano go w latach 1955–1971. Spiętrzone wody zbiornika zasilają największą elektrownię wodną w Rosji – jej moc to ok. 6090 MW. Nad hydrowęzłem powstało miasto Diwnogorsk.